# 小原栄次
小原 栄次（おはら えいじ、1897年〈明治30年〉9月13日 - 1957年〈昭和32年〉1月20日）は、日本の弁護士、弁理士。
人権擁護委員東京連合会副会長、日本弁護士連合会人権擁護第一部長、東京地方裁判所調停委員、東京弁護士会常議員を歴任した。鹿児島県出身。族籍は鹿児島県士族。次女は声優、女優、ナレーター、朗読家の小原乃梨子。

## 経歴
鹿児島県士族・小原萬次郎の息子として同県日置郡上伊集院村上谷口に生まれる。母は奥休太郎の長女・イネ。1937年（昭和12年）に家督を相続した。1914年（大正3年）博約義塾（現・樟南高等学校）を卒業後、上京し、1917年（大正6年）、中央大学法科を卒業。卒業後、農商務省に奉職。その後辞職し、小田原紡織や羊毛整製などで敏腕を振るった。
1921年（大正10年）、弁護士試験に合格し、1922年（大正11年）、東京地方裁判所に登録して弁護士を開業。翌年の1923年（大正12年）に弁理士を開業した。その傍ら大野本店や岩田鉄工所、日本マレーブル、福寿鉱業の各顧問を歴任。

## 人物
宗教は真宗。趣味は和歌。

## 家族
小原家
- 父・萬次郎（生没年不詳）
- 母・イネ（1873年（明治6年）8月生） 
鹿児島県、奥休太郎の長女[1]。
- 先妻・たい子（生没年不詳） 
愛知県出身[4]。
- 後妻・イマ（1911年（明治44年）1月生） 
弘前実科高等女学校卒業[1]。
- 長男・孝純（1934年（昭和9年）2月生） 
中央大学法学部卒業[3]。東京信用金庫元勤務[3]。
- 長女・和子（1924年（大正13年）1月生） 
武蔵野高等女学校卒業[1][3]。
- 次女・香代子（1933年（昭和8年）1月生） 
夫はラジオ東京元勤務の池田徹也[3]。
- 三女・法子（小原乃梨子）（1935年（昭和10年）10月生） 
夫は演出家の戸部信一。息子はアニメーターの戸部敦夫。
- 四女・宏子（1941年（昭和16年）7月生）